# Công viên quốc gia núi Stołowe
Công viên quốc gia núi Stołowe (tiếng Ba Lan: Park Narodowy Gór Stołowych) là một công viên quốc gia ở phía tây nam Ba Lan. Nó bao gồm phần Ba Lan của dãy núi Stołowe (Góry Stołowe), hay còn được gọi là dãy núi Table trong tiếng Anh, là một phần của dãy Sudetes. Nó nằm ở quận Kłodzko của Hạ Silesian Voivodeship, tại biên giới với Cộng hòa Séc. Được thành lập vào năm 1993, Công viên có diện tích 63.39 km², trong đó rừng chiếm 57,79   km². Diện tích bảo vệ nghiêm ngặt là 3,76   km².

## Lịch sử
Phong cảnh của dãy núi Stołowe bắt đầu hình thành từ 70 triệu năm trước. Hình dạng độc đáo của dãy núi là kết quả của hàng trăm ngàn năm bị xói mòn. Có một số thành hệ đá đáng chú ý, trong đó có Kwoka ("Gà mái"), Wielblad ("Lạc đà") và Glowa wielkoluda ("Đầu của người khổng lồ"). Ngoài ra, có một hệ thống hành lang phức tạp tạo ra mê cung đá.
Hiện tại thực vật chủ yếu được tạo thành từ cây vân sam, được đưa vào khu vực vào đầu thế kỷ 19 để thay thế rừng sồi nguyên sinh và rừng linh sam đã bị chặt phá. Đất rừng tự nhiên khan hiếm và chỉ chiếm khoảng 3% diện tích rừng. Có các mỏ than bùn, một trong số đó (diện tích 393.000 m vuông) được liệt kê là khu vực được bảo vệ nghiêm ngặt vào năm 1959. Tại các khu vực rừng của công viên có những con nai, hươu đỏ, lợn rừng, sóc, nhím, nhiều loài chim và bò sát bao gồm thằn lằn và rắn vipe.

## Nơi cư trú
Lịch sử của dãy núi Stołowe có mối liên hệ chặt chẽ với lịch sử của vùng Kłodzko, nằm trên biên giới Silesia, Bohemia và Moravia. Sau các cuộc chiến tranh Hussite của thế kỷ 14 và 15, khu vực này phát triển mạnh và sau này các dòng suối khoáng đầu tiên tại Kudowa, Duszniki và Polanica đã được mở. Duszniki cũng là một trung tâm sản xuất giấy – một trong những nhà máy giấy đầu tiên ở châu Âu được mở tại đây vào năm 1605.

## Thư viện ảnh

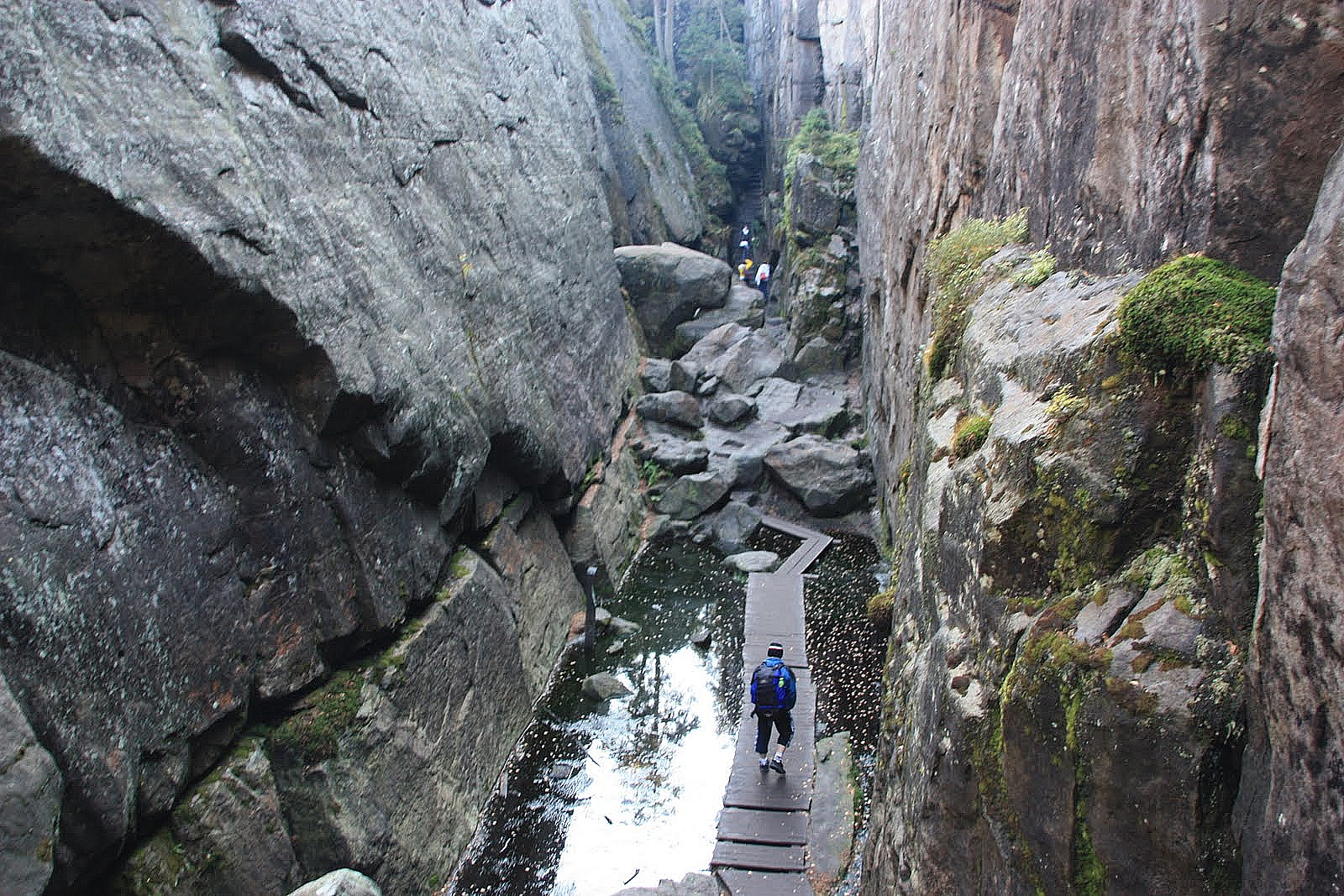
"Địa ngục"
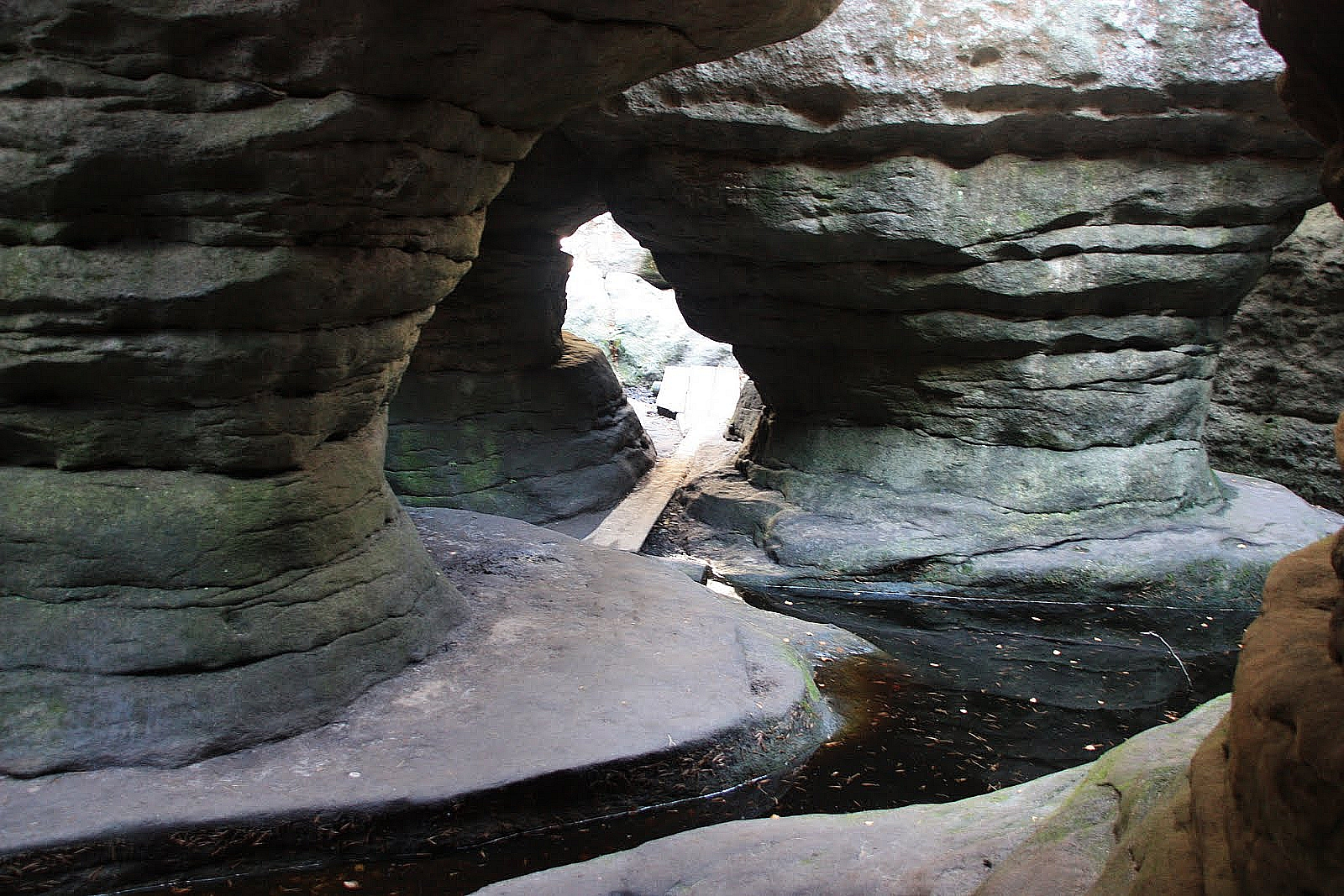
Đá Errand (tiếng Ba Lan: Błędne Skały)
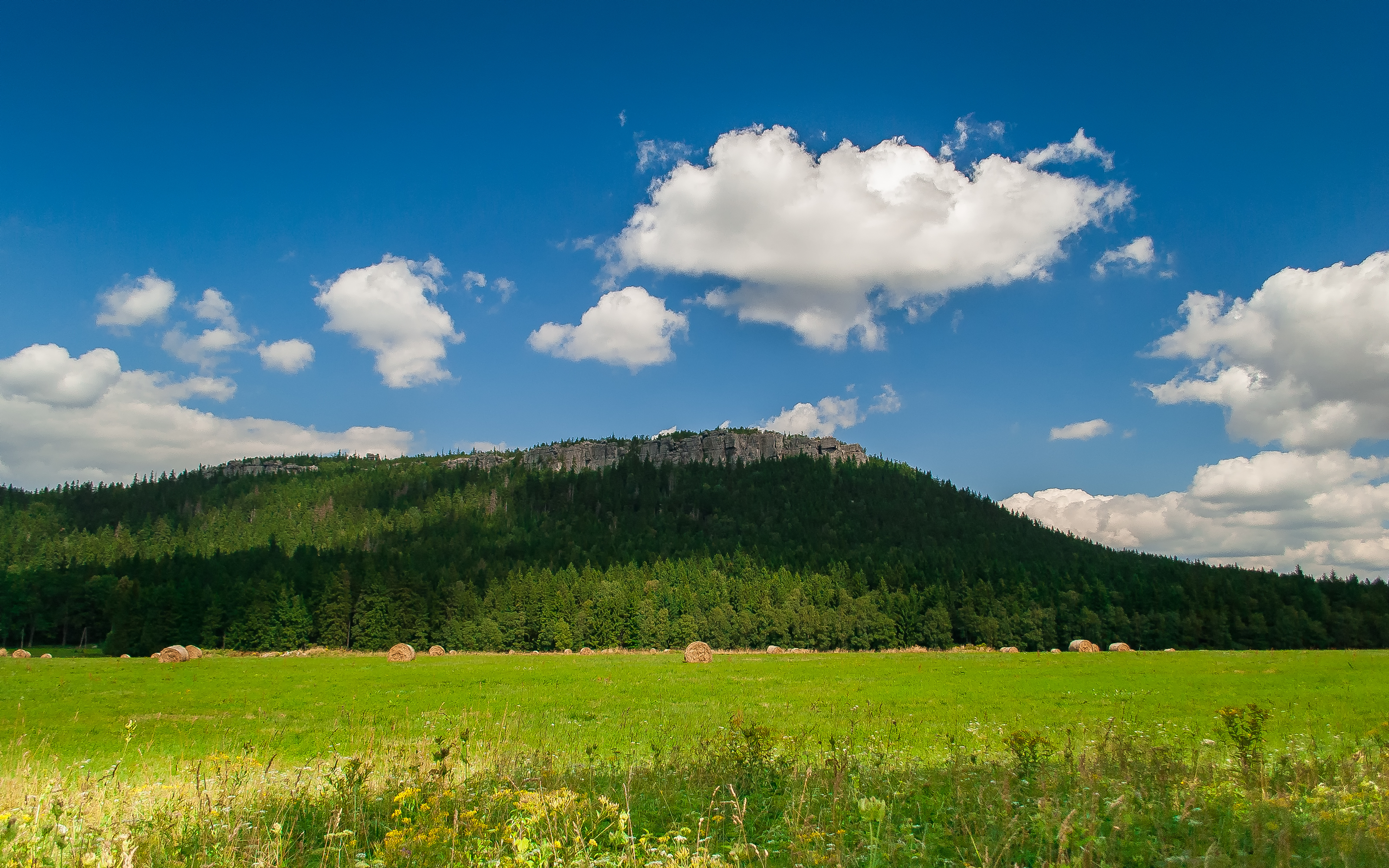
Quang cảnh của Szczeliniec Wielki
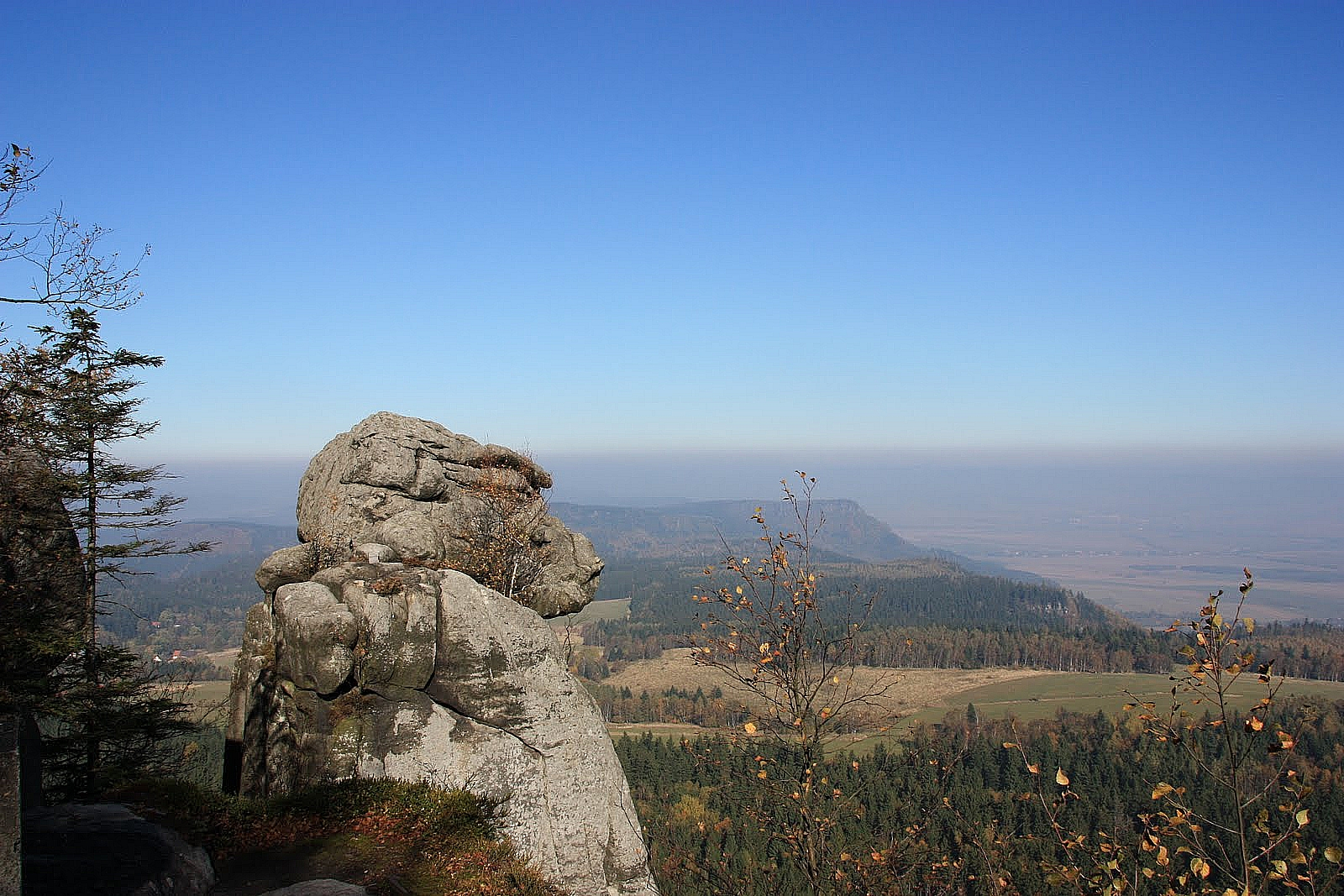
"Khỉ" trên Szczeliniec Wielki
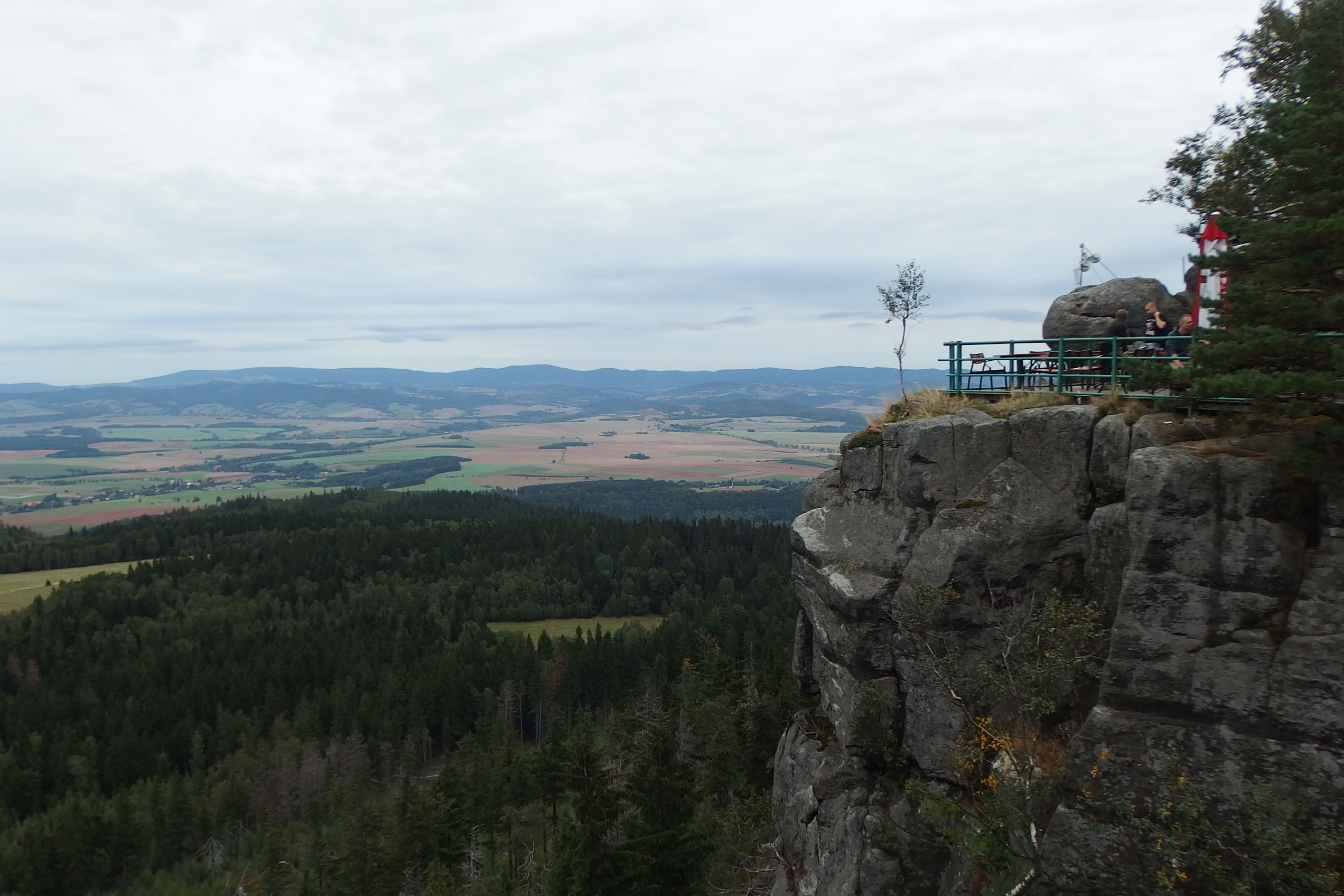
Szczeliniec Wielki
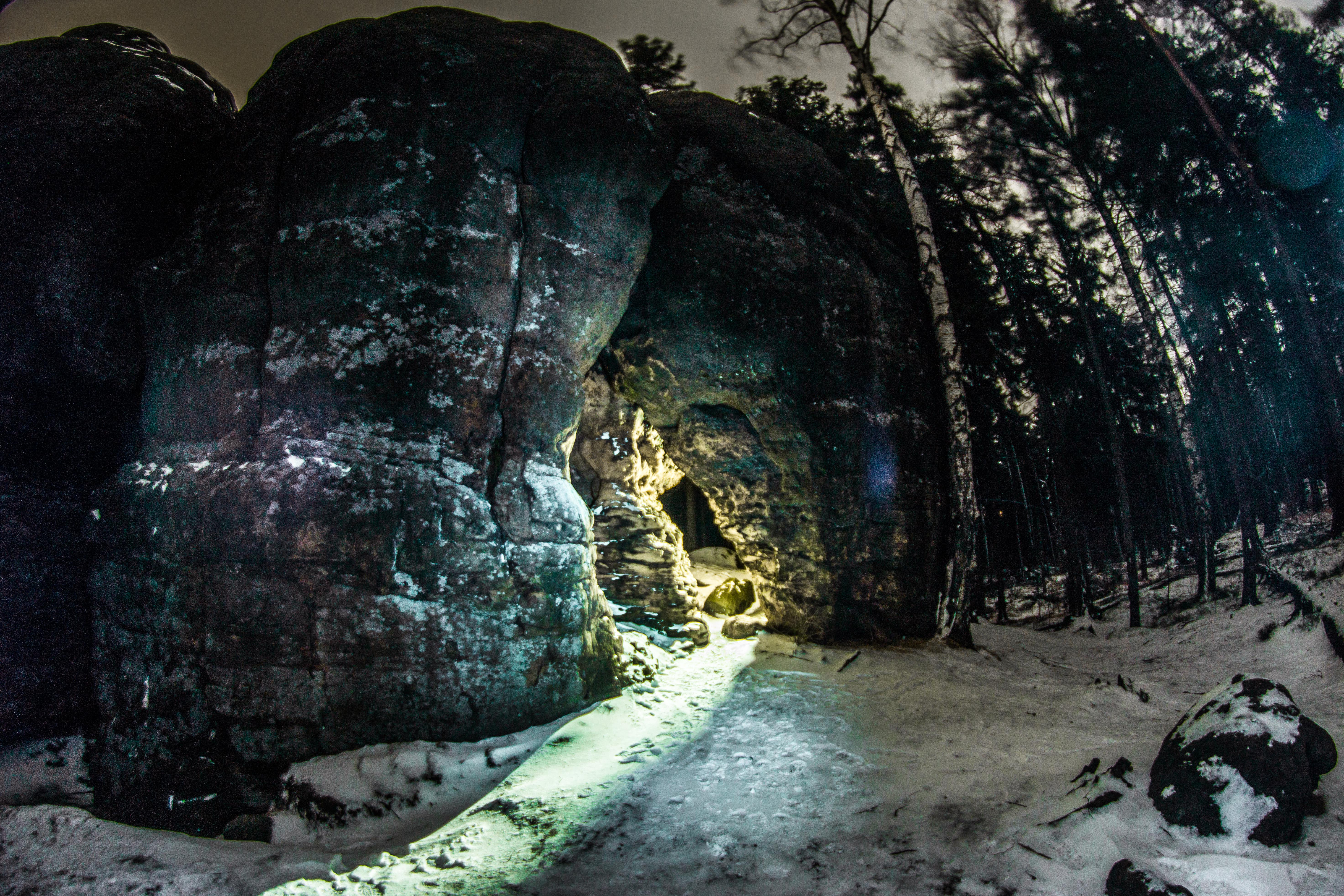
Tháp đá (tiếng Ba Lan: Skalne Baszty)
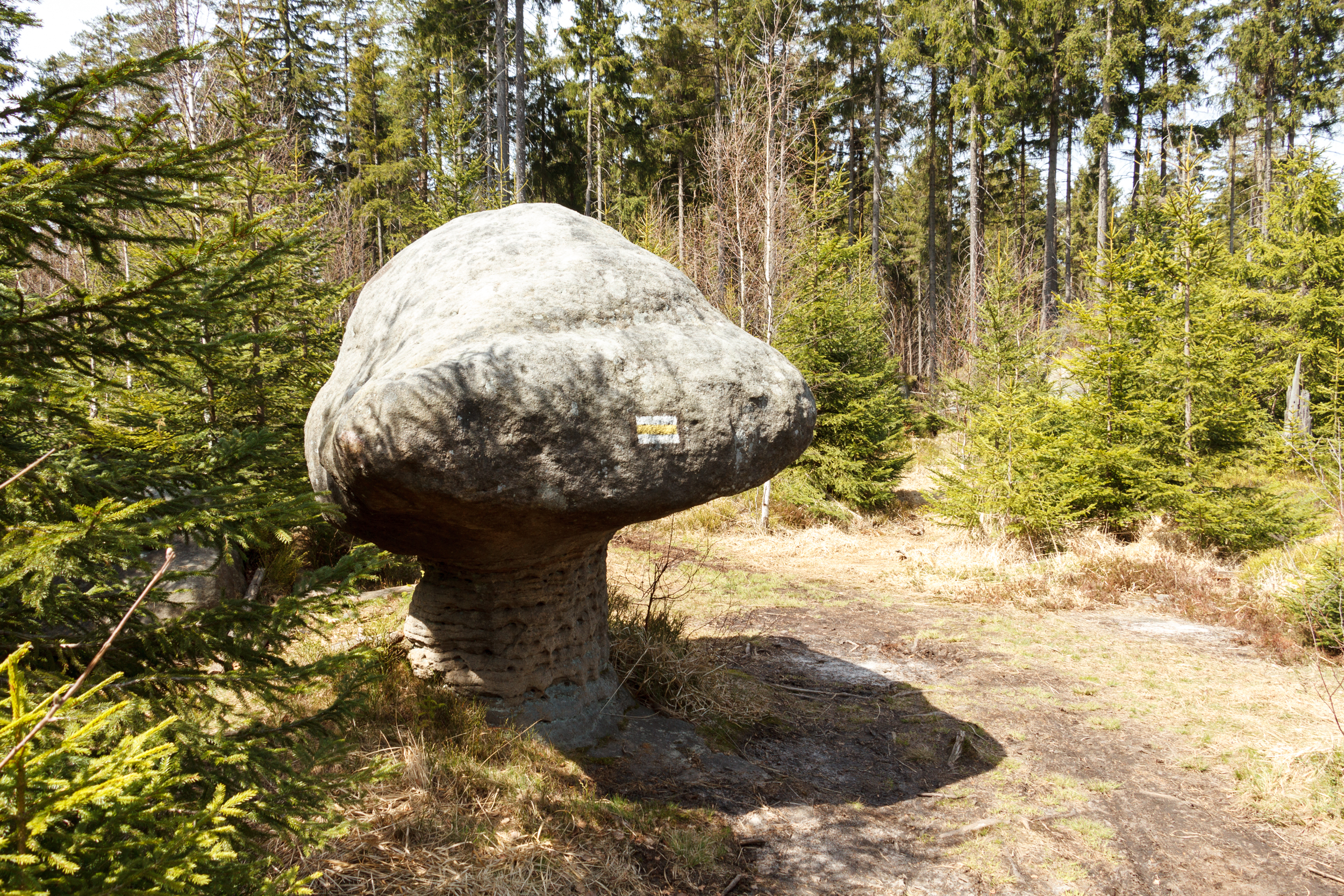
Nấm đá (tiếng Ba Lan: Skalne Grzyby)
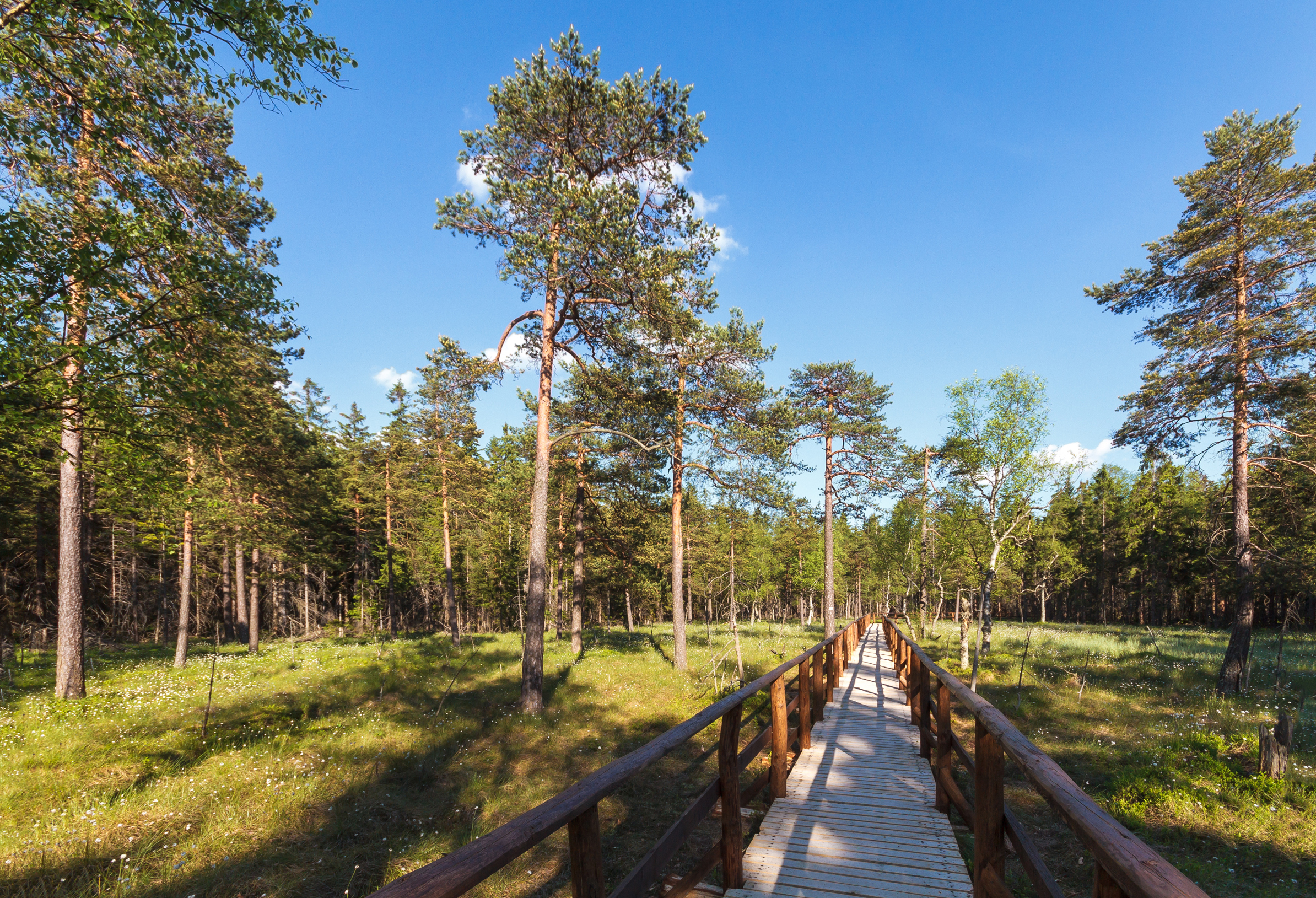
Đồng cỏ biến mất (tiếng Ba Lan: Niknąca Łąka)
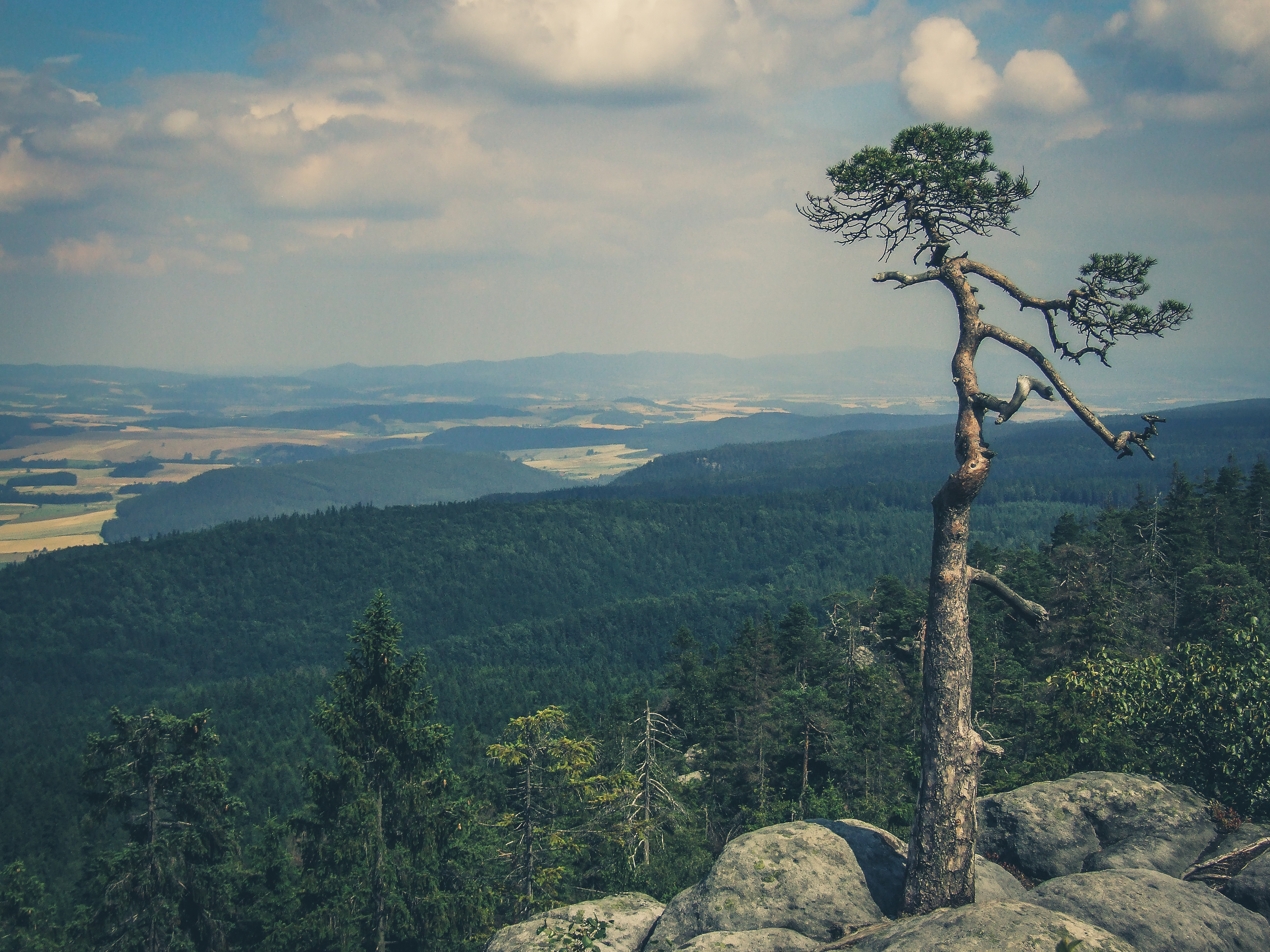
Toàn cảnh dãy núi Sudety
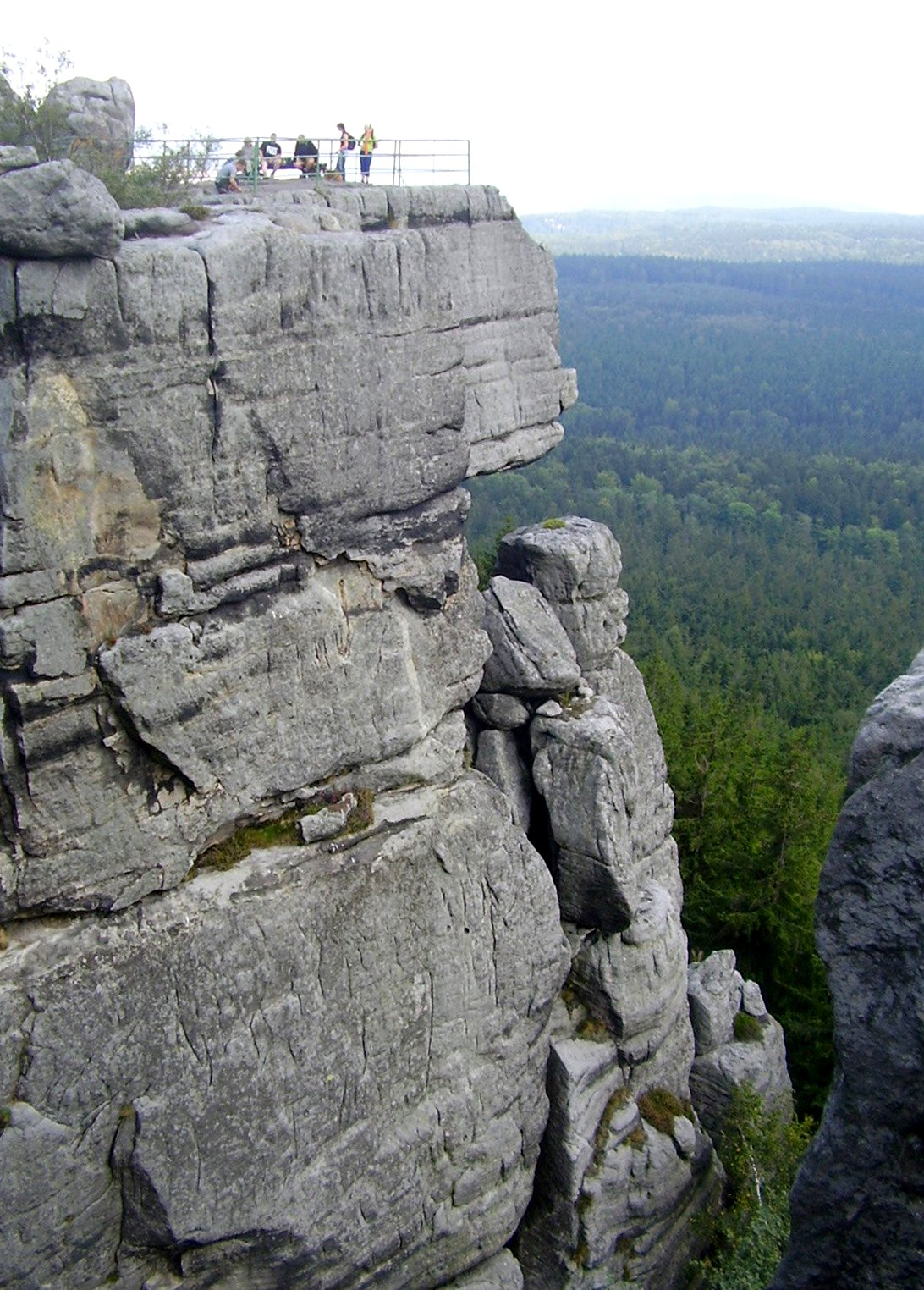
Một tầng quan sát trên đỉnh Szczeliniec Wielki
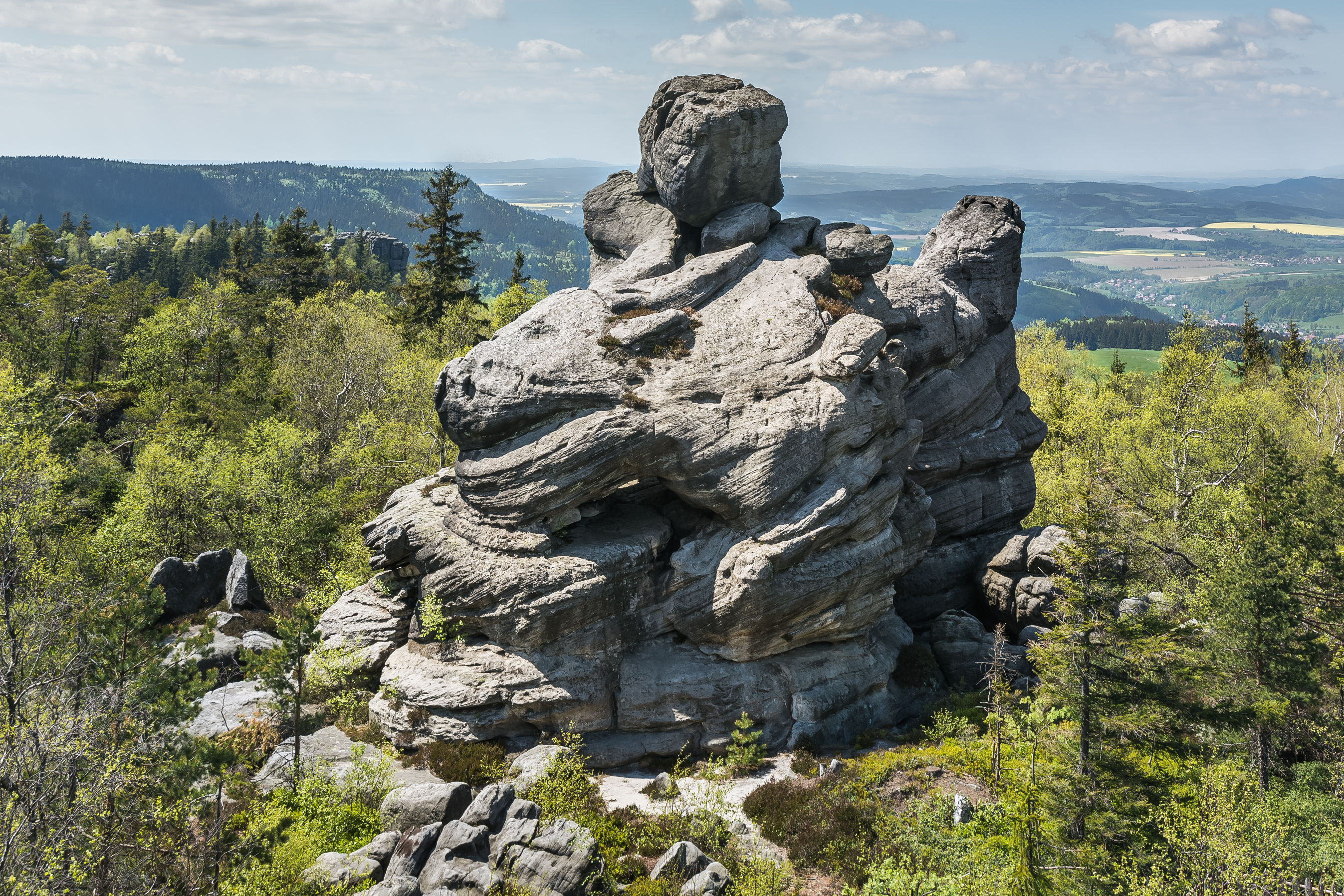
Một khối đá trong công viên
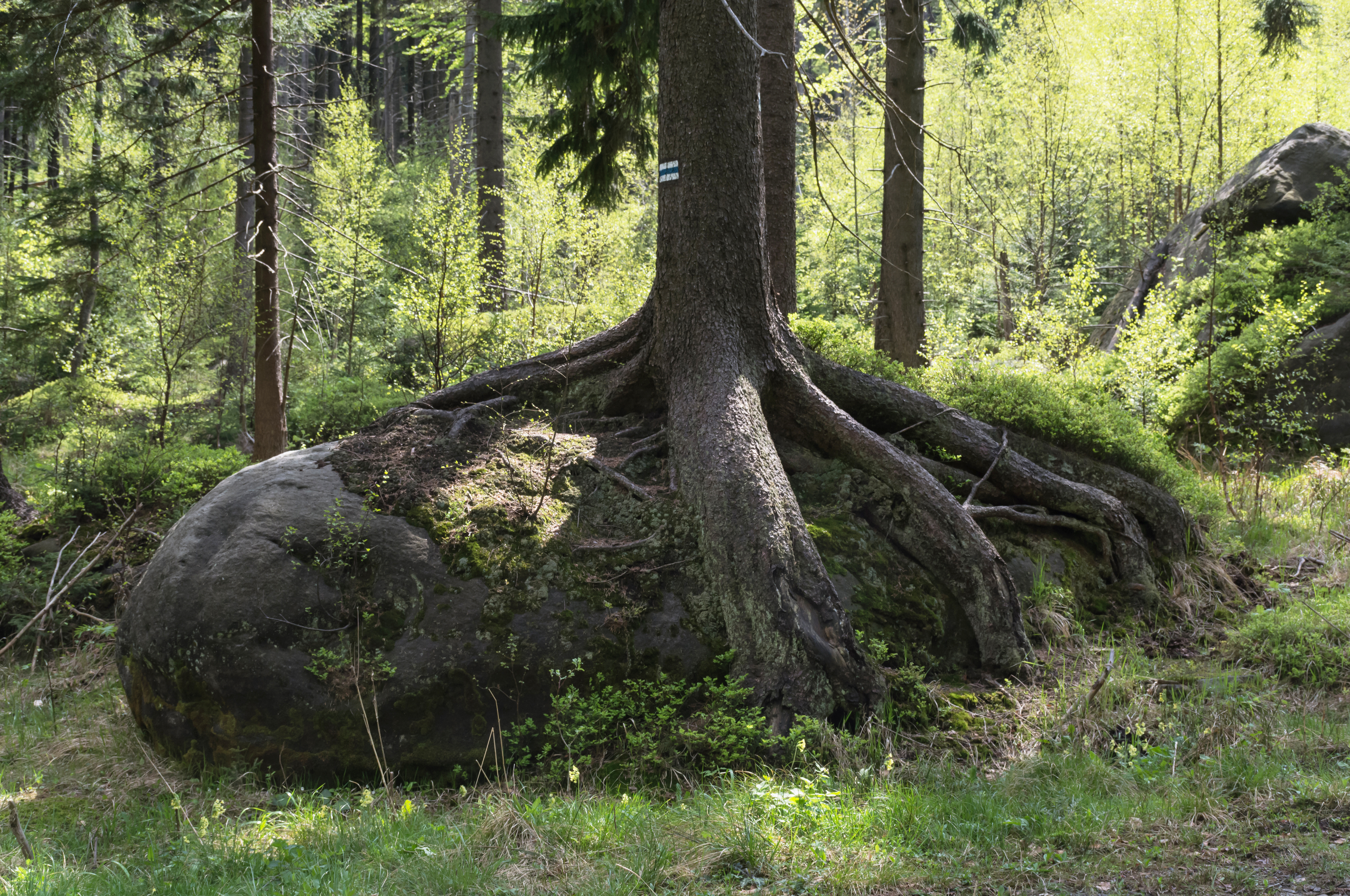
Một tảng đá và vân sam trong Vườn quốc gia Góry Stołowe